# Ladies Open Lausanne 2023
Ladies Open Lausanne 2023 là một giải quần vợt nữ thi đấu trên mặt sân đất nện ngoài trời. Đây là lần thứ 30 giải WTA Swiss Open được tổ chức, và là một phần của WTA 250 trong WTA Tour 2023. Giải đấu diễn ra tại Tennis Club Stade-Lausanne ở Lausanne, Thụy Sĩ, từ ngày 24 đến ngày 30 tháng 7 năm 2023.

## Nội dung đơn

### Hạt giống
| Quốc gia | Tay vợt                | Xếp hạng† | Hạt giống |
| -------- | ---------------------- | --------- | --------- |
| ROU      | Irina-Camelia Begu     | 31        | 1         |
| ITA      | Elisabetta Cocciaretto | 42        | 2         |
| ROU      | Ana Bogdan             | 49        | 3         |
| ITA      | Lucia Bronzetti        | 53        | 4         |
| USA      | Emma Navarro           | 57        | 5         |
|          | Mirra Andreeva         | 65        | 6         |
| FRA      | Alizé Cornet           | 68        | 7         |
|          | Elina Avanesyan        | 69        | 8         |
| FRA      | Diane Parry            | 82        | 9         |

† Bảng xếp hạng vào ngày 17 tháng 7 năm 2023.

### Vận động viên khác
Đặc cách:
- Susan Bandecchi
- Fiona Ferro
- Céline Naef

Bảo toàn thứ hạng:
- Evgeniya Rodina
- Patricia Maria Țig

Vượt qua vòng loại:
- Valentini Grammatikopoulou
- Dalila Jakupović
- Réka Luca Jani
- Chloé Paquet

Thua cuộc may mắn:
- Jenny Dürst

### Rút lui
- Irina-Camelia Begu → thay thế bởi  Dayana Yastremska
- Belinda Bencic → thay thế bởi  Léolia Jeanjean
- Kateryna Baindl → thay thế bởi  Julia Riera
- Sara Errani → thay thế bởi  Jenny Dürst
- Sofia Kenin → thay thế bởi  Jil Teichmann
- Ashlyn Krueger → thay thế bởi  Viktorija Golubic

## Nội dung đôi

### Hạt giống
| Quốc gia | Tay vợt        | Quốc gia | Tay vợt              | Xếp hạng† | Hạt giống |
| -------- | -------------- | -------- | -------------------- | --------- | --------- |
|          | Yana Sizikova  | BEL      | Kimberley Zimmermann | 103       | 1         |
| JPN      | Eri Hozumi     |          | Irina Khromacheva    | 145       | 2         |
| HUN      | Anna Bondár    | FRA      | Diane Parry          | 155       | 3         |
| ESP      | Aliona Bolsova | VEN      | Andrea Gámiz         | 165       | 4         |

† Bảng xếp hạng vào ngày 17 tháng 7 năm 2023

## Nhà vô địch

### Đơn
- Elisabetta Cocciaretto đánh bại  Clara Burel, 7–5, 4–6, 6–4

### Đôi
- Anna Bondár /  Diane Parry đánh bại  Amina Anshba /  Anastasia Dețiuc 6–2, 6–1